# تشيلسي موسم 2000–01
كان موسم 2000–01 هو الموسم التنافسي السابع والثمانين لنادي تشيلسي لكرة القدم، والموسم التاسع على التوالي في الدوري الإنجليزي الممتاز والعام الخامس والتسعين له كنادي.